# Barry Morse
Herbert Morse (Londres, 10 de junio de 1918-ib., 2 de febrero de 2008), más conocido como Barry Morse, fue un actor teatral, cinematográfico, radiofónico y televisivo británico naturalizado canadiense, conocido principalmente por sus interpretaciones en las series de la ABC El fugitivo y Space: 1999.

## Biografía
Nacido en el barrio londinense de Shoreditch, en el seno de una familia cockney, Morse había abandonado los estudios y no tenía dedicación alguna, cuando ganó una beca para la Real Academia de Arte Dramático. Interpretó al león en la obra Androcles y el león y como resultado de ello conoció a George Bernard Shaw, un patrón de la academia. Su primer papel remunerado llegó con If I Were King, siendo todavía estudiante. Tras graduarse protagonizó el papel principal de la pieza de Shakespeare Enrique V, presentada como una gala de Royal Command Performance para el rey Jorge VI del Reino Unido.

### Radio
Una vez graduado, Morse ganó el Radio Prize de la BBC, lo que le facilitó varios papeles, así como uno protagonista en The Fall of the City. Posteriormente interpretó al personaje principal de la obra de William Shakespeare Hamlet, y fue Paul Temple en la serie radiofónica Paul Temple, entre otras docenas de interpretaciones. Más adelante, a partir de 1951,  trabajó en la emisora Caribbean Broadcasting Corporation, y siguió en la radio hasta la década de 1980, participando en las series A Touch of Greasepaint, The Investigator, y 1984. También trabajó en numerosas producciones estadounidenses de los años setenta y ochenta para el productor Yuri Rasovsky, incluyendo The Odyssey of Homer, ganadora de un Premio Peabody.
La última interpretación radiofónica de Morse, Rogues and Vagabonds - A Theatrical Scrapbook, se emitió por la KSAV en Internet en agosto de 2007, antes de editarse en CD. 

### Teatro británico
Morse fue miembro de compañías teatrales de repertorio en Peterborough, Nottingham, y otras ciudades, donde ganó experiencia como actor interpretando más de 200 papeles. En 1941 hizo una gira nacional con la obra The First Mrs. Fraser, protagonizada por Marie Tempest y A. E. Matthews. Debutó en el teatro del West End londinense con la pieza The School for Slavery. Otras de las producciones en las que intervino en ese ambiente fueron Escort, The Assassin, y A Bullet in the Ballet. Fue dirigido por John Gielgud en Crisis in Heaven. Morse se asoció con la actriz Nova Pilbeam, con la que trabajó tanto en el cine como en el teatro, destacando sus éxitos con las obras The Voice of the Turtle y Flowers for the Living.

### Cine
Morse debutó en el cine con la comedia de 1942 The Goose Steps Out, con Will Hay, y siguió con papeles en Thunder Rock, When We Are Married, y This Man is Mine, con Glynis Johns y Nova Pilbeam. Otros títulos notables fueron Kings of the Sun [Los reyes del sol] con Yul Brynner, Justine, y Puzzle of a Downfall Child [Confesiones de una modelo], con Faye Dunaway. También participó en los thrillers Asylum, con Peter Cushing, The Changeling, con George C. Scott, y Power Play con Peter O'Toole. Trabajó en varias producciones animadas de Lacewood, destacando como la voz del Dragón en The Railway Dragon y The Birthday Dragon, ambas con Tracey Moore. En 1999 rodó Taxman, con Billy Zane, estrenada como Promise Her Anything. Su última actuación cinematográfica fue en I Really Hate My Job, estrenada en 2007.

### Trabajo teatral posterior
Morse actuó en Broadway con Hide and Seek, Salad Days, y con el papel principal de la obra de Frederick William Rolfe Hadrian the Seventh, la cual también interpretó en Australia junto a Frank Thring. Dirigió el histórico estreno de Staircase, protagonizada por Eli Wallach y Milo O'Shea, que fue la primera obra que describía en Broadway una relación homosexual de manera seria. También trabajó en la gira por Estados Unidos de la pieza de Harold Pinter The Caretaker. Por otra parte, representó una obra interpretada únicamente por él, Merely Players, en 1959, con una versión definitiva que se estrenó en 1984 para una gira por Canadá. 
Morse quizás fue el único actor en haber trabajado en todas las obras de William Shakespeare y George Bernard Shaw. Relacionado con ello está el hecho de que fue director artístico del Festival Shaw de Canadá en la temporada de 1966, así como profesor adjunto en la Universidad Yale en 1968.
En 2004 trabajó junto a su hijo, Hayward Morse, en el debut de Bernard and Bosie: A Most Unlikely Friendship, obra de Anthony Wynn representada en la Universidad de Florida, Sarasota. Esta obra en dos actos se basa en la correspondencia entre el dramaturgo George Bernard Shaw, interpretado por Morse, y Alfred Douglas —amigo íntimo de Oscar Wilde—, interpretado por Hayward Morse.
Al año siguiente Morse actuó en el estreno mundial de la obra teatral de ciencia ficción Contact, escrita por Doug Grissom, coprotagonizada por Ryan Case y presentada en Tampa, Florida.

### Televisión

#### Artista invitado
Morse trabajó como artista invitado en más de mil dramas, comedias, y otros shows en Estados Unidos, Canadá, y el Reino Unido. Entre sus primeras actuaciones en Estados Unidos se incluyen U.S. Steel Hour y Playhouse 90. También trabajó en series como La ciudad desnuda, Los Intocables, The Twilight Zone, The Ray Bradbury Theater (Touched with Fire, 1990), Wagon Train, y The Defenders. En el episodio de The Outer Limits «Controlled Experiment» trabajó con Carroll O'Connor y Grace Lee Whitney. Este episodio fue un piloto para una serie que no llegó a buen fin. En sus últimos años Morse intervino en numerosas series canadienses, incluyendo La Femme Nikita y Kung Fu: The Legend Continues, así como en otras británicas como Doctors, Waking the Dead y Space Island One.

#### Series

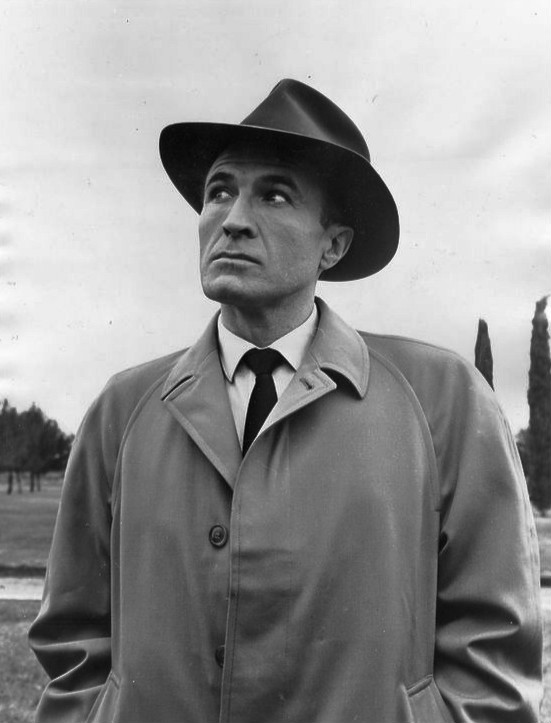
Barry Morse como el teniente Phil Gerard, en la serie El fugitivo.

La primera serie televisiva de Morse fue Presenting Barry Morse, emitida trece semanas del verano de 1960 en la CBC. Algunos de sus papeles más conocidos para la televisión fueron: Tte. Philip Gerard en la serie de la década de 1960 El fugitivo, con David Janssen; profesor Victor Bergman en la temporada 1975-1976 de Space: 1999, con Martin Landau, Barbara Bain, y Zienia Merton; Mr. Parminter en The Adventurer, con Gene Barry; y Alec The Tiger Marlowe en The Zoo Gang, con John Mills, Lilli Palmer, y Brian Keith. En 1982 fue el presidente de los Estados Unidos Johnny Cyclops en la satírica sitcom Whoops Apocalypse, en el Reino Unido, y presentó la serie Strange But True para la CBC.

#### Miniseries
Morse intervino en diversas miniseries televisivas, incluyendo The Winds of War y War and Remembrance —ambas con Robert Mitchum—, Crónicas marcianas, Sadat, y la basada en la obra de Frederick Forsyth Icon. Otras notables miniseries son A Woman of Substance, Master of the Game, y Race for the Bomb.

### Libros
Publicó un libro basado en su trabajo en Merely Players en 2003, y en 2004 presentó Pulling Faces, Making Noises. Otro título, Stories of the Theatre, se publicó en 2006. Sus memorias, Remember With Advantages-Chasing 'The Fugitive' and Other Stories from an Actor's Life, —escrita con Robert E. Wood y Anthony Wynn—, detallan su vida y su carrera. El libro contiene un prólogo del actor Martin Landau, y lo editó McFarland and Company en 2007.
Finalmente, Morse escribió el prólogo del libro Talkin' Trek and Other Stories, escrito por Anthony Wynn, título que debía aparecer en 2009.

## Vida personal

### Matrimonio y traslado
Tras un breve noviazgo, Morse se casó con la actriz Sydney Sturgess el 26 de marzo de 1939, a la cual había conocido mientras trabajaban juntos en el teatro de repertorio en Peterborough. Tuvieron dos hijos, Melanie Morse MacQuarrie (1945-2005) y Hayward Morse, nacido en 1947.
En 1951 la familia Morse se trasladó a Canadá, donde trabajó en la radio y el teatro, participando en las primeras transmisiones de la CBC desde Montreal, y posteriormente desde Toronto. Morse se nacionalizó canadiense en 1953.

### Trabajo benéfico
Barry Morse dio apoyo a numerosas organizaciones benéficas, incluyendo a la Performing Arts Lodges of Canada, la Royal Theatrical Fund, el London Shakespeare Workout Prison Project, Actors' Fund of Canada, The Samaritans, BookPALS, y el tratamiento e investigación sobre la enfermedad de Parkinson.
Su interés por el Parkinson fue especial dado que a su esposa se lo diagnosticaron catorce años antes de fallecer.

### Fallecimiento
Barry Morse falleció en 2008 en Londres. Tenía 89 años. Su cuerpo fue donado a la ciencia médica.